# Награди „Оскар“ (16-а церемония)
Шестнадесетата церемония по връчване на филмовите награди „Оскар“ се провежда на 2 март 1944 година в Китайския театър на импресариото Сид Грауман в Лос Анджелис, Калифорния. На нея се връчват призове за най-добри постижения във филмовото изкуство за 1943 година. Това е първата церемония, състояла се в голяма публична зала за представления, след традиционните дотогава хотелски бални зали. Водещ на събитието е известният радио и телевизионен комедиант Джак Бени.
Големите претенденти на вечерта са „Песента на Бернадет“ на режисьора Хенри Кинг, „За кого бие камбаната“ на Сам Ууд по романа на Ърнест Хемингуей и шедьовъра на Майкъл Къртис „Казабланка“.
Това е първата церемония, на която се връчват познатите статуетки в категориите за най-добри поддържащи мъжка и женска роли. В тези две категории са връчвани плакети.
Това е и последната церемония, до 2010 година, с десет номинации в категорията за най-добър филм. От следващата година, номинациите ще бъдат редуцирани до 5 на брой, както в останалите категории.

## Номинации и награди
Долната таблица показва номинациите за наградите по категории. Победителите са изписани на първо място с удебелен шрифт.
| Най-добър филм | Най-добър режисьор |
| --- | --- |
| - Казабланка - За кого бие камбаната - Раят може да почака - Човешка комедия - В който ние служим - Мадам Кюри - Колкото по-весел - Инцидентът в Окс-Боу - Песента на Бернадет - Стража на Рейн | - Майкъл Къртис – Казабланка - Джордж Стивънс – Колкото по-весел - Ернст Любич – Раят може да почака - Хенри Кинг – Песента на Бернадет - Кларънс Браун – Човешка комедия                                                                                          |
| Най-добра мъжка роля | Най-добра женска роля |
| - Пол Лукас – Стража на Рейн - Хъмфри Богарт – Казабланка - Гари Купър – За кого бие камбаната - Уолтър Пиджън – Мадам Кюри - Мики Руни – Човешка комедия                                       | - Дженифър Джоунс – Песента на Бернадет - Ингрид Бергман – За кого бие камбаната - Джийн Артър – Колкото по-весел - Джоан Фонтейн – Неизменната нимфа - Гриър Гарсън – Мадам Кюри                                                                                  |
| Най-добра поддържаща мъжка роля | Най-добра поддържаща женска роля |
| - Чарлс Кобърн – Колкото по-весел - Аким Тамиров – За кого бие камбаната - Клод Рейнс – Казабланка - Чарлс Бикфорд – Песента на Бернадет - Дж. Карол Наш – Сахара                               | - Катина Паксино – За кого бие камбаната - Лусил Уотсън – Стража на Рейн - Полет Годар – С гордост поздравяваме! - Гладис Купър – Песента на Бернадет - Ан Ривиър – Песента на Бернадет                                                                            |
| Най-добър оригинален сценарий | Най-добър адаптиран сценарий |
| - Принцеса О'Рурк – Норман Красна - В който ние служим – Ноел Кауърд - Северната звезда – Лилиън Хелман - Еър Форс – Дъдли Никълс - С гордост поздравяваме! – Алън Скот                         | - Казабланка – Джулиъс Епщайн, Филип Епщайн и Хауърд Кох - Стража на Рейн – Лилиън Хелман и Дашиъл Хамет - Свят брачен живот – Нунъли Джонсън - Колкото по-весел – Ричард Флаурной, Люис Р. фостър, Франк Рос и Робърт Ръсел - Песента на Бернадет – Джордж Сийтън |

## Филми с множество номинации
Долуизброените филми получават повече от 2 номинации в различните категории за настоящата церемония:
- 12 номинации: Песента на Бернадет
- 9 номинации: За кого бие камбаната
- 8 номинации: Казабланка
- 7 номинации: Мадам Кюри
- 6 номинации: Колкото по-весел, Северната звезда
- 5 номинации: Човешка комедия
- 4 номинации: Еър Форс, Фантомът на операта, С гордост поздравяваме!, Стража на Рейн
- 3 номинации: Пет гроба в Кайро, Раят може да почака, Сахара, Поздрави Приятели, Това е армията, Хиляди наздравици

## Почетни награди
- Джордж Пал